# The Night Out
The Night Out (em português: A noite fora) é uma música feita pelo DJ e produtor francês de música eletrônica  Martin Solveig, de seu quinto álbum de estúdio, Smash. A canção foi lançada como o quinto single do álbum em 2 de abril de 2012. 
A canção foi escrita e produzida por Martin Solveig. A canção tem sido tocada nas paradas da Bélgica e da Alemanha.

## Videoclipe
Um vídeo da música para acompanhar o lançamento de "The Night Out" foi lançado no YouTube em 17 de Abril de 2012, com uma duração total de três minutos e 42 segundos. O vídeo apresenta os DJs A-Trak, Dillon Francis, Laidback Luke, Madeon, Porter Robinson e Zedd.

## Faixas
- Download digital

1. "The Night Out" (A-Trak vs. Martin Rework) - 3:52
2. "The Night Out" (Madeon Remix) - 3:40
3. "The Night Out" (A-Trak Remix) - 6:00
4. "Can't Stop" - 3:37
5. "Hello" (feat. Ish) [Why Are We Whispering Remix] - 3:04
6. "Ready to Go" (Initial SHE Version) - 4:32
7. "Big in Japan" (Les Bros Remix) - 5:30
8. "The Night Out" (TheFatRat Remix) - 5:17
9. "The Night Out" (Maison and Dragen Remix) - 5:55
10. "The Night Out" (single Version) - 4:15

## Créditos
- Escrita e produzida por Martin Solveig.
- Composta por Martin Solveig & Michaël Tordjman.
- Vozes principais, backing vocals, outros instrumentos e programação - Martin Solveig.
- Guitarra - Jean-Baptiste Gaudray.
- Sintetizador adicional - Michaël Tordjman.
- Mixado por Martin Solveig & Philippe Weiss em Red Room Studio, Suresnes.

## Desempenho nas paradas
| Parada (2012)                                  | Melhor posição |
| ---------------------------------------------- | -------------- |
| Bélgica (Ultratop 50 de Flandres)              | 23             |
| Bélgica (Ultratop 50 da Valônia)               | 22             |
| República Checa (Rádio Top 100)                | 22             |
| França (SNEP)                                  | 78             |
| O campo songid é OBRIGATÓRIO PARA PARADA ALEMÃ | 71             |
| Escócia (Scottish Singles Chart)               | 27             |
| Reino Unido (UK Dance Chart)                   | 5              |
| Reino Unido (UK Singles Chart)                 | 36             |
| Hot Dance Club Songs (Billboard)               | 1              |

## Histórico de lançamento
| País        | Data               | Formato          | Gravadora            |
| ----------- | ------------------ | ---------------- | -------------------- |
| Bélgica     | 2 de Abril de 2012 | Download digital | Temps D'Avance       |
| França      | 2 de Abril de 2012 | Download digital | Temps D'Avance       |
| Alemanha    | 6 de Abril de 2012 | Download digital | Kontor Records       |
| Reino Unido | 20 de Maio de 2012 | Download digital | All Around the World |
| Irlanda     | 20 de Maio de 2012 | Download digital | All Around the World |